# Lectio continua

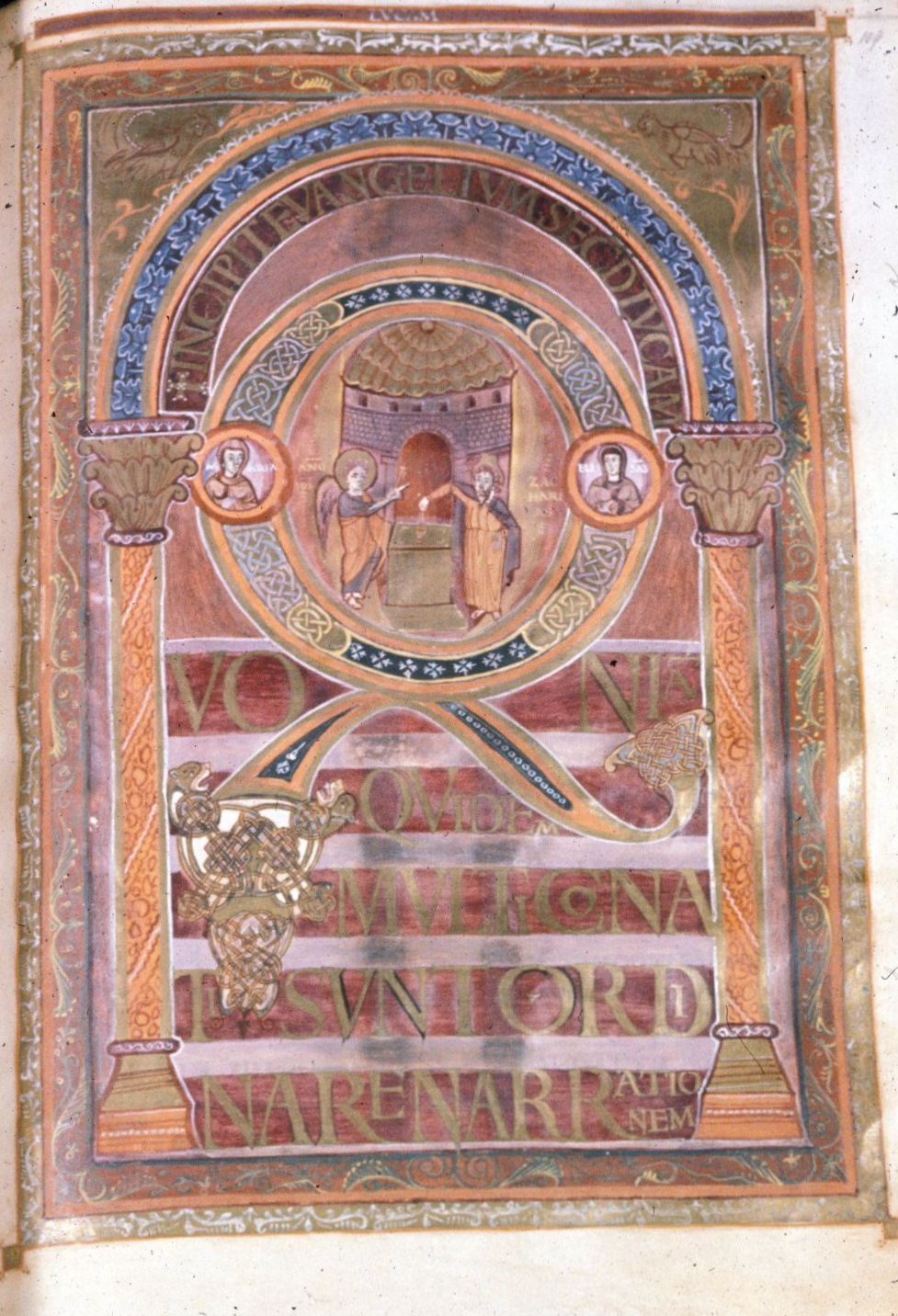
Harley Golden Gospels

No cristianismo, Lectio continua (em latim para leitura contínua ) refere-se à prática de ler as Escrituras em sequência durante um período de tempo. Cada leitura (que pode ocorrer todos os dias ou todos os domingos) etc. começa onde a sessão anterior terminou. Por exemplo, todo domingo, uma seção da Bíblia pode ser lida de modo que cada leitura continue onde a anterior terminou.
A prática da lectio semi-continua pode pular algumas passagens da sequência, enquanto a lectio selecta segue uma sequência selecionada de passagens em uma ordem específica.
O uso da lectio selecta remonta às tradições judaicas que antecedem o cristianismo. Lucas 4: 16–21 refere-se à prática de ler o livro do profeta Isaías no sábado quando Jesus visita uma sinagoga.
No cristianismo primitivo, uma prática desenvolvida para ler as Escrituras todos os domingos ou ler seções específicas das Escrituras durante os festivais em uma sequência anual, e as seqüências usadas para a lectio continua e a lectio selecta foram estabelecidas ao longo dos séculos.

O termo lectio divina é distinto dessa prática e refere-se a estágios da meditação cristã, a oração contemplativa baseada na leitura da Bíblia. No entanto, a lectio divina não precisa seguir uma sequência do livro e se concentra principalmente nos aspectos meditativos. 